# Kalvebod Fælled
 For alternative betydninger, se Vestamager. (Se også artikler, som begynder med Vestamager)
Kalvebod Fælled er et inddæmmet og fredet område på det vestlige Amager. Arealet er ca. 2000 hektar (ca. 20 km²).
Området blev inddæmmet under 2. verdenskrig. Siden da er mange planter og dyr indvandret. Mange fugle, især vadefugle, nyder godt af det fugtige område og den lave vegetation. Med tiden er dele af området groet til i buske og træer, bl.a. finder man her landets største birkeskov, Pinseskoven. Køer, heste, dåvildt og får afgræsser området for at forhindre det i at gro yderligere til. To pumpestationer holder det inddæmmede område tørt.

## Historie
Før området blev inddæmmet, bestod det af et lavvandet kystområde, strandenge og småøer (Svenskeholm og Koklapperne). I 1939 blev vedtaget en Lov om inddæmning i Kalvebodstrand m.v.. Under 2. verdenskrig blev arbejdet sat i gang for at skabe beskæftigelse og forhindre deportation af arbejdsløse til Tyskland.
Fra 1943 til 1984 blev Vestamager brugt som militært øvelsesområde, og der blev anlagt skydehøje forskellige steder i området.
I 1990 blev området fredet som en del af Kalvebodkilen, og området blev delt efter et kompromis mellem forskellige interesser:
- Området syd for Bella Center inddrages i Ørestad
- Området vest for Bella Center bliver golfbane
- Området vest for Øresundsmotorvejen bliver losseplads
- Den sydvestlige del omkring Klydesøen bliver fuglereservat med adgangsforbud
- Resten af området henligger som naturområde med forskellige rekreative tilbud som lejrpladser.

15. oktober 2010 blev der fri adgang til området (på nær fuglereservatet) efter en omfattende rensning for både detonerede og udetonerede ammunitionsrester.
- Kalvebod Fælled. Dige ved Køge bugt.
- Kalvebod Fælled. Dige ved Køge bugt.
- Birketræer ved Reservatvej på Kalvebod Fælled.
- Kalvebod Fælled.

## Rekreative faciliteter
Naturcenter Vestamager står for vekslende udstillinger og naturskole. Der findes lejrpladser og overnatningspladser, som kan reserveres hos Naturstyrelsen. Ved naturcenteret er anlagt en legeplads, Himmelhøj, og der er en lund med det Peter Plys-inspirerede navn Hundredemeterskoven.

## Pinseskoven
Pinseskoven er en selvsået birkeskov (vortebirk), som er den største af skovene på Kalvebod fælled og den største birkeskov i Danmark. Skoven er selvsået af frø, der er blæst hertil fra Sverige i 1950'erne. Hele området er oprindelig havbund, der i 1943 blev indvundet (som beskæftigelsesprojekt) til militært øvelsesterræn men har siden 1983 været åbent for publikum. Indtil 2010 var der dog kun adgang på stierne, da der udenfor stadig kunne ligge gammel ammunition. Som birkeskov er den enestående i Danmark, og den får lov til at passe sig selv til glæde for plante- og dyrelivet bl.a. sjældenheder som orkideer og en ilia-dagsommerfugl, der i Danmark primært findes i Pinseskoven og i fåtal i Fasanskoven og Amager Fælled. Pinseskoven har fået sit navn, fordi en skovløberfamilie hvert år tog madkurven med ud til pinsefrokost mellem de høje, lyse træer. Derfor kaldte de den Pinseskoven, og det er siden blevet dens officielle navn. I den nordlige del af skoven er indplantet eg, lind og ask, mens den sydlige del har været urørt skov siden 1993. Her forekommer også en hel del selvsåede piletræer, særlig gråpil.
I 2018 blev yderligere 178 hektar skov udpeges til ny urørt løvskov så hele Pinseskoven bliver urørt.

## Fasanskoven
Fasanskoven er en tilsvarende, men mindre, selvsået birkeskov, nordligst på Kalvebod Fælled - lige syd for motorvejen. Jordbunden er lidt mere tør og der findes forskellige sjældne planter, bl.a. liden vintergrøn.

## Naturpark Amager
Kalvebod Fælled indgår i Naturpark Amager sammen med følgende naturområder
- Amager Fælled
- Kongelunden
- Dragør Sydstrand